# Al-Baidawi
Manuscrito persa do século XVI do Kitab Nizam al-Tawarikh de Baidawi. Cópia criada no Irã safávida, provavelmente em Tabriz
Abedalá ibn Omar al-Baidawi (em árabe: عبد الله بن عمر البيضاوي), também conhecido como Baidawi, (Fars, século XIII — Tabriz, c. 1286) foi um jurista, teólogo e comentarista do Alcorão. Ele viveu durante a era pós-seljúcida e no início da era mongol. Muitos comentários foram escritos sobre seu trabalho. Ele também foi o autor de vários tratados teológicos.
Viveu no período dos salguridas. A região do Irã era um lugar protegido porque a tribo salur se dava bem com os mongóis nesse período. Por essa razão, essa região tornou-se uma região segura e preferida pelos acadêmicos. Ele também se beneficiou dos estudiosos que vieram para cá. Detalhes sobre sua vida estão disponíveis em seu livro intitulado al-Gayah al-Kusvâ.
A única obra persa de Baidawi, o Kitab Nizam al-Tawarikh, é o primeiro livro histórico a mostrar a história étnico-nacional do Irã.

## Biografia
Baidawi era natural de Baida, de onde deriva seu nisba (adjetivo que indica o lugar de origem da pessoa), uma pequena cidade na região de Fars, no sul do Irã. Desde 1148, a região era controlada pelos salguridas, uma família de origem turcomana, que governaria como vassalos nominais dos seljúcidas, dos corásmios e dos mongóis até sua queda em 1282. A data de nascimento de Baidawi é desconhecida; entretanto, avaliando suas realizações ao longo de sua carreira, pode-se deduzir que ele nasceu em algum momento durante o reinado do atabegue (governante) salgurida Abu Bakr ibn Sa'd (reinou de 1226 a 1260). Durante esse período, a cultura floresceu em Fars; Abu Bakr ordenou a construção de muitos hospitais e estabelecimentos religiosos de alto nível que atraíram muitos estudiosos.
Como a maioria da população de Fars, Baidawi era um muçulmano sunita
 da madhhab (escola) xafista. A educação de Baidawi é obscura. Segundo o historiador al-Yafi'i, Baidawi foi orientado por seu pai Umar, que havia sido aluno de Mujir-ad-Din Mahmud ibn Abi-al-Mubarak al-Baghdadi ash-Shafi'i, ex-aluno de Mui'in-ad-Din Abi-Sa'id Mansur ibn Umar al-Baghdadi, que havia estudado com o proeminente filósofo Algazali (morto em 1111).
Seu pai, Qazi Imam al-Din Abu al-Qasim ‘Umar bin al-Sa'id Fakhr ad-Din Abdullah al-Baydawi, foi discípulo do santo sufi Abu Talib 'Abd al-Mohsin bin Abi al-'Umaid al-Shafi’, al-Khafifi al-Abhari (morto em 624/1227), que era bem versado em leis religiosas e foi um ilustre estudioso muçulmano no último século VI e início do século VII A.H.
Baidawi tornou-se discípulo de um santo sufi em Tabriz, o xeique Muhammad bin Muhammad al-Kunjani. Certa vez, ele desejou se tornar o cádi de Fars sob o governo de Arghun Cã, então pediu ao santo que o ajudasse nessa questão, pois Arghun Cã tinha uma alta opinião sobre o xeique e costumava homenageá-lo todas as quintas-feiras. Um dia, quando Arghun Cã o visitou, o xeique lhe disse que “um erudito persa havia implorado a ele um pedaço do inferno equivalente a um tapete de orações”. Arghun Cã quiz mais explicações sobre a declaração. Diante disso, o xeique explicou a ele que o cádi Nasir ud-Din Baidawi queria o cargo de cádi de Fars. Arghun Cã, por recomendação do xeique, o nomeou novamente cádi.
Baidawi ouviu as observações do xeique e, consequentemente, ficou muito perturbado. Ele interpretou essas palavras como um aviso e se arrependeu, desistindo finalmente da ideia de alcançar o cargo desejado. Por fim, ele perdeu o interesse pelos assuntos mundanos e se estabeleceu definitivamente em Tabriz, onde passou o resto de sua vida. Enquanto permaneceu em Tabriz, começou a visitar seu xeque regularmente até sua morte em Tabriz. Há também uma narração de que ele completou seu comentário corânico seguindo uma sugestão do mesmo xeique. Ele passou sua velhice em atividades místicas em Tabriz.
O Imam Baidawi, segundo Zarkobe, morreu em Tabriz e foi sepultado no cemitério de Charand-ab, e seu túmulo ficava próximo ao santuário de seu guia espiritual, o xeique Muhammad bin Muhammad al-Kunjani. Muhammad Ma'sum Shirazi relata seu sepultamento a leste do santuário do xeique Zia ud-Din Yahya, no mesmo cemitério.

## Obras
Al-Baidawi escreveu sobre diversos assuntos, incluindo fiqh (jurisprudência), história, gramática árabe, tafsir e teologia.
Sua principal obra é o comentário sobre o Alcorão intitulado “As Luzes da Revelação e os Segredos da Interpretação” (Anwar al-Tanzil wa-Asrar al-Ta'wil). Esta obra é, na maioria, uma edição condensada e corrigida do livro de al-Zamakhshari (al-Kashshaaf). Essa obra, que demonstra grande erudição, é influenciada pelas visões mutazilitas, que al-Baidawi tentou corrigir, ora as refutando, ora as omitindo. Além de se basear fortemente em al-Kashshaf, o tafsir de al-Baidawi também se baseou nos tafsirs de Facradim Arrazi e al-Raghib al-Isfahani. Foi editado por Heinrich Leberecht Fleischer (2 vols., Leipzig, 1846–1848; índices ed. W. Fell, Leipzig, 1878). Uma seleção com numerosas notas foi editada por David Samuel Margoliouth como Chrestomathia Beidawiana (Londres, 1894), e seu comentário sobre a Sura 12 foi editado e traduzido por Alfred Felix Landon Beeston.
Sua obra histórica Nizam al-Tawarikh (A Ordenação das Histórias) foi escrita em persa, sua língua nativa. Parece fazer parte de um esforço para encorajar Abaca Cã, o governante budista do Iraque, a legitimar o domínio do Ilcanato no Iraque por meio da conversão ao islamismo. Esta obra desempenhou um papel fundamental na formação da história étnico-nacional do Irã, sendo o primeiro livro dedicado à sua história nacional.
Sua obra teológica/calâmica “Tawali' al-Anwar min Matali' al-Anzar” é sobre a lógica do calâm na tradição teológica islâmica.
Suas outras obras: al-Gayah al-Kusvâ, Minhaj al-Usul ila Ilm al-Usul, Lub al-Albâb, Risala fî Ta'rifat al-Ulûm, Tuhfeh al-Abrâr, Havâs al-Quran.